# مارتين اميليو رودريغيز
مارتين اميليو رودريغيز (بالإسبانية: Martín Emilio Rodríguez) (و. 1942  م) هو راكب دراجة هوائية كولومبي، ولد في ميديلين، شارك في الألعاب الأولمبية الصيفية 1968، والألعاب الأولمبية الصيفية 1964.

## سباقات أو مراحل فاز بها
| التاريخ        | السباق                             | المركز                                                                   |
| -------------- | ---------------------------------- | ------------------------------------------------------------------------ |
| 26 فبراير 1961 | 1961 Clásico RCN                   | المركز الثاني                                                            |
| 01 أبريل 1962  | 1962 Clásico RCN                   | المركز الثالث                                                            |
| 01 نوفمبر 1962 | فولتا كولومبيا 1962                | المركز الثاني                                                            |
| 28 أبريل 1963  | 1963 Clásico RCN                   | الفائز في التصنيف العام                                                  |
| 15 أغسطس 1963  | فولتا كولومبيا 1963                | الفائز في التصنيف العام                                                  |
| 28 يونيو 1964  | فولتا كولومبيا 1964                | الفائز في التصنيف العام، الفائز حسب ترتيب السرعة، الفائز في ترتيب التسلق |
| 04 أبريل 1965  | فولتا كولومبيا 1965                | المركز الثاني                                                            |
| 29 يناير 1966  | 1966 Vuelta al Táchira             | الفائز في التصنيف العام، الفائز حسب ترتيب السرعة، الفائز في ترتيب التسلق |
| 18 أبريل 1966  | 1966 Clásico RCN                   | المركز الثالث                                                            |
| 29 مايو 1966   | فولتا كولومبيا 1966                | الفائز في التصنيف العام، الفائز حسب ترتيب السرعة، الفائز في ترتيب التسلق |
| 12 مارس 1967   | 1967 Clásico RCN                   | المركز الثاني                                                            |
| 04 مايو 1967   | فولتا كولومبيا 1967                | الفائز في التصنيف العام                                                  |
| 20 يناير 1968  | 1968 Vuelta al Táchira             | الفائز في التصنيف العام                                                  |
| 16 مارس 1969   | 1969 Clásico RCN                   | المركز الثالث                                                            |
| 04 مايو 1969   | فولتا كولومبيا 1969                | المركز الثاني                                                            |
| 20 يناير 1971  | 1971 Vuelta al Táchira             | الفائز في التصنيف العام                                                  |
| 01 يناير 1973  | 1973 Gran Premio Città di Camaiore | الفائز في التصنيف العام                                                  |
| 01 مايو 1973   | 1973 Giro della Romagna            | المركز الثالث                                                            |
| 21 أكتوبر 1973 | 1973 Trofeo Baracchi               | الفائز في التصنيف العام                                                  |
| 01 أغسطس 1974  | 1974 غروسر برايس ديس كانتونس أرجو  | المركز الثالث                                                            |
| 27 أكتوبر 1974 | 1974 Trofeo Baracchi               | المركز الثاني                                                            |

## روابط خارجية
- مارتين اميليو رودريغيز على موقع أرشيف الدراجات (الإنجليزية)
- مارتين اميليو رودريغيز على موقع إحصائيات الدراجات الإحترافية (الإنجليزية)
- مارتين اميليو رودريغيز على موقع CycleBase (الإنجليزية)
- مارتين اميليو رودريغيز على موقع أوليمبيديا (الإنجليزية)